# Власенко, Алексей Исидорович
Алексей Исидорович Власенко (1914—1943) — Гвардии старший лейтенант Рабоче-крестьянской Красной Армии, участник Бессарабского похода РККА и Великой Отечественной войны, Герой Советского Союза (1943).

## Биография
Алексей Власенко родился в 1914 году в селе Валегоцулово (ныне — Долинское Ананьевского района Одесской области Украины) в рабочей семье. Получил неполное среднее образование. В 1935 году Власенко был призван на службу в Рабоче-крестьянскую Красную Армию. Окончил полковую школу младших командиров, затем курсы младших лейтенантов. Принимал участие в походе в Бессарабию. С 1941 года — на фронтах Великой Отечественной войны. Принимал участие в боях на Юго-Западном, Степном и Южном фронтах. К октябрю 1943 года гвардии старший лейтенант Алексей Власенко был заместителем командира батальона 149-го гвардейского стрелкового полка 49-й гвардейской стрелковой дивизии 44-й армии Южного фронта. Отличился во время освобождения Запорожской области Украинской ССР.
2 октября 1943 года в ходе прорыва вражеской обороны у сёл Ново-Мунталь (ныне — Переможное) и Зелёный Гай Токмакского района Власенко, умело организовав отражение вражеской контратаки, организовал взаимодействие с артиллерийскими подразделениями. Батальону Власенко удалось закрепиться на достигнутом рубеже. В ночь на 3 октября батальон выбил немецкие войска из села Ново-Мунталь и закрепился на позициях к западу от него. В течение последующих дней батальон сумел отбить несколько контратак противника и удержать занятые позиции. 19 октября 1943 года Власенко заменил погибшего пулемётчика и вёл огонь. В бою был ранен, но поля боя не покинул, продолжая руководить боем. Уже в последние минуты боя Власенко был убит. Похоронен к востоку от села Новое Поле Михайловского района Запорожской области.
Указом Президиума Верховного Совета СССР от 1 ноября 1943 года за «образцовое выполнение заданий командования по прорыву сильно укрепленной полосы немцев, освобождение города Мелитополь и проявленные мужество и геройство» сержант Алексей Власенко посмертно был удостоен высокого звания Героя Советского Союза. Также был награждён орденом Ленина.